# قائمة البرتغاليين الحاصلين على جائزة نوبل

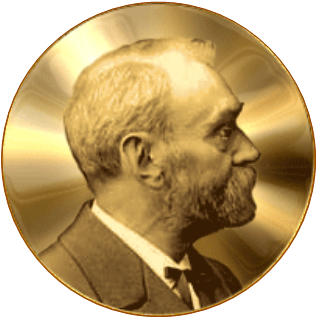
شعار جائزة نوبل.

فاز شخصين من البرتغال بجوائز نوبل منذ عام 1905. وفيما يلي قائمة كاملة عن الحائزين على جائزة نوبل من البرتغال:

## القائمة
| السنة | الصورة | الفائز         | المجال |
| ----- | ------ | -------------- | ------ |
| 1949  |        | إيغاس مونيز    | الطب   |
| 1998  |        | جوزيه ساراماغو | الأدب  |